# Psammodius pierottii
Psammodius pierottii é uma espécie de insetos coleópteros polífagos pertencente à família Aphodiidae.
A autoridade científica da espécie é Pittino, tendo sido descrita no ano de 1979.
Trata-se de uma espécie presente no território português.